# Універсальна партія
Універсальна партія, всеосяжна партія, парасолькова партія, партія «всеохопного» типу, партія виборців (виборча партія) (англ. big tent party, catch-all party) — політичний термін, який характеризує політичну партію, яка прагне об'єднати людей із різними точками зору.

## Опис
Партія необов'язково вимагає дотримання якоїсь ідеології як критерій для членства. В ідеалі таку партію можна охарактеризувати як толерантну та плюралістичну. Загалом такі партії мають досить поверхневу і нечітку ідеологію та, відповідно, орієнтується на переважну більшість населення.

## Мета
Головна мета цих партій — зібрати якомога більше голосів виборців, виграти вибори та очолити уряд. Для цього вони намагаються охопити всю можливу сукупність соціальних інтересів. Зазвичай ці партії позиціонуються як центристські. Під час виборчої кампанії вони орієнтуються на сьогоденні настрої населення, що дає їм змогу швидко реагувати на їх зміни. Брак ідеології компенсують шляхом наголошення на привабливих персональних якостях кандидатів. Підбір кандидатів від партії під час виборчої кампанії більше визначається здатністю окремого кандидата залучити і використати усе можливе різноманіття виборчих ресурсів, електоральною привабливістю кандидата, ніж, наприклад професійністю чи досвідченістю.

## Виникнення
Сьогодні для досягнення цього завдання вже не досить функціонування виборчих комітетів (як це мало місце в ХІХ ст). Сучасна виборча партія для досягнення своїх цілей повинна мати відповідний апарат, що керує діяльністю партії та здійснює пропагандистсько-агітаційну роботу. Тому її організаційна структура є більш розвиненою, ніж партії-комітету, але ще не такою, як партії-громади. Часто партійний апарат є повністю фаховим і здійснює функції менеджерів виборчої кампанії.

## Агітаційна робота
Прагнення здобути підтримку виборців змушує цю партію здійснювати пропагандистсько-агітаційну діяльність на зразок партії-громади.
У робітничої партії вона запозичує типові техніки масової обробки свідомості — мітинги, маніфестації тощо. Проводить навчання партійних керівників. Навіть створюються близькі до партії громадські організації, однак робиться це в менших масштабах, ніж у партіях-громадах. Виборчим цілям підпорядковуються й ідейно-програмні засади діяльності партії. Мова йде про те, щоб основні програмні принципи партії привертали увагу максимального числа виборців, нікого не відштовхували, давали кожній суспільній групі можливість віднайти щось привабливе для себе. Залежно від обставин програма зазнає частих змін. Часто різні частини програми є різними для інших середовищ.
Конкуренція кількох виборчих партій в одній країні приводить до стирання програмно-ідеологічних відмінностей між ними. Виборча боротьба набирає швидше характеру змагання двох команд, ніж двох політичних концепцій.

## Історія
Термін було запроваджено німецьким політологом Отто Кірхгаймером у 1966 році у статті під назвою «Трансформація західних партійних систем» для позначення партій нового типу, що з'явилися після Другої світової війни та залучають максимальну кількість виборців. Термін також запроваджено як категорію у відомій типології політичних партій Моріса Дюверже.

## Приклади
У цьому напрямку з 70-х рр. ХІХ ст. розвивається Британська консервативна партія, ґоллістська партія у Франції, обидві керівні американські партії, німецька ХДС/ХСС. Можна також стверджувати, що в цьому напрямку розвиваються деякі соціал-демократичні партії (наприклад соціалістична партія Австрії чи соціал-демократи Німеччини).

### Велика Британія
У 2007 році, коли Ґордон Браун став прем'єр-міністром Великої Британії, він запросив кількох членів поза Лейбористською партією до свого уряду. Серед них був колишній генеральний директор Конфедерації британської промисловості Діґбі Джонс та колишній лідер партії Ліберальних демократів Педді Ешдаун. Медіа часто називали кабмін Брауну «урядом усіх талантів».

### Франція
Партія Вперед, республіко!, яку заснував Емманюель Макрон описується як центристська партія з всеосяжною природою.
Партія «Національний фронт» на чолі з Марін Ле Пен здатна залучити виборців як «ліворуч», так і «праворуч»[4].

### Німеччина
У Німеччині широко представлені універсальні партії, це:
- Християнсько-демократичний союз Німеччини / Християнсько-соціальний союз у Баварії (ХДС/ХСС);
- Соціал-демократична партія Німеччини (СДПН).

Всі вони вважаються універсальними партіями, званими Volksparteien (народні партії).

### Україна
«Слуга Народу» — українська політична партія, заснована Євгеном Юрдигом, організація названа за однойменним комедійним серіалом 2015—2019 років та фільмом 2017 року «Слуга народу».

### Казахстан
«Аманат» — казахстанська політична партія, керівна в Казахстані. Заснована в 1999 році як партія, що підтримує Нурсултана Назарбаєва. До 2022 року партія називалася «Нур Отан». У 2022 році Назарбаєв залишає посаду голови партії, тоді як Касим-Жомарт Токаєв стає її головою. 26 квітня 2022 року і він залишає посаду голови партії та виходить з неї. У цей час її головою стає спікер Мажилісу Єрлан Кошанов.